# Piper Niven
Kimberly Benson (* 13. Mai 1991 in Ayrshire, Schottland) ist eine schottische Wrestlerin. Sie steht derzeit bei der WWE unter Vertrag und tritt regelmäßig in deren Show Raw auf. Ihr bislang größter Erfolg ist der Erhalt der WWE Women’s Tag Team Championship.

## Wrestling-Karriere

### Independent Promotions (seit 2008)
Benson gab ihr professionelles Wrestling-Debüt 2009, im Alter von 18 Jahren bei Scottish Wrestling Alliance. Sie zog dann nach Japan, um bei Wonder Ring Stardom anzutreten. 2015 wurde Benson die erste ICW Women’s Championesse. 2017 kehrte sie nach Schottland zurück und trainierte im Glasgow Pro Wrestling Asylum, während sie Teil der Promotion Insane Championship Wrestling war. Hiernach trat sie für diverse unabhängige Promotions wie unter anderem Alpha Omega Wrestling, Fierce Females, Preston City Wrestling, Pro-Wrestling: EVE an. In dieser Zeit konnte sie diverse Titel erringen.

### World Wrestling Entertainment (seit 2019)
In der Folge von NXT UK vom 27. März debütierte Niven, indem sie Rhea Ripley nach ihrem Match mit Xia Brookside konfrontierte und eine Fehde zwischen den beiden begann. In der Folge von NXT UK vom 19. Juni traten Niven und Ripley in einer Battle Royal gegeneinander an. Es folgten mehrere Matches gegen Jinny, Ripley und Jazzy Gabert; diese konnte sie zum Teil gewinnen.
Am 14. Juni 2021 debütierte sie an der Seite von Eva Marie bei Raw. Hier besiegte sie Naomi. In der darauffolgenden Woche bekam sie den In-Ring-Namen Doudrop. Beim Summerslam attackierte sie Eva Marie, was zu einer Fehde zwischen beiden führte; diese konnte sie gewinnen. Am 27. September 2021 forderte sie Charlotte Flair für die Raw Women’s Championship heraus, dieses Match verlor sie jedoch. Im Oktober nahm sie am ersten Queens Crown Tournament teil. Sie erreichte das Finale, wo sie Zelina Vega unterlag. Am 20. Juni 2022 gewann sie bei den Aufzeichnungen der Show WWE Main Event die WWE 24/7 Championship, hierfür besiegte sie Dana Brooke. Den Titel verlor sie jedoch wenige Sekunden später an Akira Tozawa. Am 18. Juli 2022 gewann sie erneut den Titel, verlor diesen jedoch einige Sekunden später.
Am 14. August 2023 übernahm sie die Regentschaft von Sonya Deville für die WWE Women’s Tag Team Championship, da diese verletzungsbedingt ausfiel.

## Titel und Auszeichnungen
- Alpha Omega Wrestling
  - AOW Women’s Championship (1×)

- Association Biterroise de Catch
  - ABC Women’s Championship (1×)

- Fierce Females
  - Fierce Females Championship (1×)

- Pro-Wrestling: EVE
  - Pro-Wrestling: EVE Championship (1×)
  - Pro-Wrestling: EVE International Championship (1×)

- Full Tilt Wrestling
  - FTW Women’s Championship (1×)

- Insane Championship Wrestling
  - ICW Women’s Championship (2×)

- Preston City Wrestling
  - PCW Women’s Championship (1×)

- Scottish Wrestling Entertainment
  - SWE Future Division Championship (1×)

- Showcase Pro Wrestling
  - Caledonian Cup (2014)

- World of Sport Wrestling
  - WOS Women’s Championship (2×)
  - World Wide Wrestling League (1×)

- World Wonder Ring Stardom
  - Artist of Stardom Championship (1×) mit HZK und Io Shirai
  - SWA World Championship (1×)
  - Trios Tag Team Tournament (2019) mit Utami Hayashishita und Bea Priestley

- World Wrestling Entertainment
  - WWE Women’s Tag Team Championship (1×) mit Chelsea Green
  - WWE 24/7 Championship (2×)

- Pro Wrestling Illustrated
  - Nummer 37 der Top 50 Wrestlerinnen in der PWI 50 in 2017